# Diego Ezquerra
Diego Alberto Ezquerra (San Nicolás de los Arroyos; 1 de diciembre de 1977) es un exfutbolista argentino que jugaba como portero.
El 21 de enero de 1999, debutó en la Copa Provincia de Buenos Aires y mantuvo su arco en cero en la victoria de Estudiantes ante Lanús por la mínima diferencia, con gol de Azconzábal. Nunca más volvió a tener chances concretas de pelear por la titularidad y al año siguiente empezó a jugar por otros clubes como General Paz Juniors de Córdoba, San Nicolás, Saprissa de Costa Rica, Deportivo Morón y Platense.

## Clubes
| Club                              | País       | Año       |
| --------------------------------- | ---------- | --------- |
| Club Atlético General Paz Juniors | Argentina  | 2000-2001 |
| Club de Regatas San Nicolás       | Argentina  | 2002-2003 |
| Deportivo Saprissa                | Costa Rica | 2003      |
| Club Deportivo Morón              | Argentina  | 2003-2006 |
| Club Atlético Platense            | Argentina  | 2006-2008 |
| Club Deportivo Morón              | Argentina  | 2008-2013 |